# Тиховський Павло Іванович
Павло́ Іва́нович Тихо́вський (21 грудня 1866 (2 січня 1867), Покалів, Овруцький повіт, Волинська губернія (нині Овруцький район, Житомирська область) — серпень 1938, Харків) — літературознавець і бібліограф. Науковий співробітник кафедри літератури при Харківському інституті народної освіти.
Народився в родині священика Покалівської церкви Іоана Тиховського. Молодший брат Ювеналій (1868—1919) згодом став істориком, бібліографом, педагогом і літературним критиком.
Закінчив Варшавський університет.
Ім'я Павла Тиховського, організатора волинського краєзнавства та музейництва, Орест Фотинський називає серед найактивніших учасників виставки старожитностей на XI археологічному з'їзді в Києві 1899 року, присвяченому питанням Волині, де він представив власну колекцію археологічних пам'яток первісної доби з Овруцького повіту.
Працював на кафедрі літературознавства в Харківському інституті народної освіти під керівництвом Олександра Білецького. Після створення Інституту Тараса Шевченка завідував бібліотекою цього закладу.
Досліджував рукописну спадщину українських письменників 19 століття. Відкрив і опублікував рукописи О. Навроцького. Опрацював бібліографію української Міцкевічіани «Адам Міцкевич в українських перекладах» (у науковому збірнику Харківської науково-дослідної кафедри історії, X. 1924, т. 1).
У 1930-ті роки був знятий з посади, змушений був поступово розпродавати свою бібліотеку, щоб вижити.
Помер у лікарні після тяжкої хвороби, передавши залишки своєї цінної бібліотеки та рукописи до бібліотеки Академії наук УРСР.